# Kenia en los Juegos Paralímpicos de Heidelberg 1972
Kenia estuvo representada en los Juegos Paralímpicos de Heidelberg 1972 por cuatro deportistas masculinos.

## Medallistas
El equipo paralímpico keniano obtuvo las siguientes medallas:
| Nombre       | Deporte  | Evento                 |
| ------------ | -------- | ---------------------- |
| Oro          |          |                        |
| John Britton | Natación | 25 m libre 2 masculino |
| Plata        |          |                        |
| —            |          |                        |
| Bronce       |          |                        |
| —            |          |                        |